# Mindszentkálla
Mindszentkálla è un comune dell'Ungheria di 327 abitanti (dati 2001). È situato nella contea di Veszprém.